# Matt Godden
Matthew James Godden (Canterbury, 29 luglio 1991) è un calciatore inglese, attaccante del Charlton.

## Carriera
Cresciuto nel settore giovanile dello Scunthorpe United debutta con i professionisti il 22 settembre del 2010, nella sfida di EFL cup contro il Manchester United. Il debutto in campionato arriva il 28 dicembre dello stesso anno giocando gli ultimi minuti della trasferta a Burnley. Dopo vari prestiti, come all'Ebbsfleet Utd, dove realizza il primo gol in carriera, poi al Dartford, Tamworth finché non viene acquistato definitivamente dall'Ebbsfleet Utd militante in Conference South. Dopo due buone stagioni dal punto di vista realizzativo viene acquistato dallo Stevenage, militante in Football League Two.
Il primo luglio del 2018 viene acquistato dal Peterborough Utd dove rimarrà solamente un anno, prima di firmare con il Coventry City.

## Statistiche

### Presenze e reti nei club
Statistiche aggiornate al 25 maggio 2025.
| Stagione                 | Squadra                  | Campionato               | Campionato | Campionato | Coppe nazionali | Coppe nazionali | Coppe nazionali | Coppe continentali | Coppe continentali | Coppe continentali | Altre coppe | Altre coppe | Altre coppe | Totale | Totale |
| Stagione                 | Squadra                  | Comp                     | Pres       | Reti       | Comp            | Pres            | Reti            | Comp               | Pres               | Retin              | Comp        | Pres        | Reti        | Pres   | Reti   |
| ------------------------ | ------------------------ | ------------------------ | ---------- | ---------- | --------------- | --------------- | --------------- | ------------------ | ------------------ | ------------------ | ----------- | ----------- | ----------- | ------ | ------ |
| 2009-2010                | Scunthorpe Utd           | FLC                      | 0          | 0          | FACup+CdL       | 0               | 0               | -                  | -                  | -                  | -           | -           | -           | 0      | 0      |
| 2010-2011                | Scunthorpe Utd           | FLC                      | 5          | 0          | FACup+CdL       | 1+1             | 0               | -                  | -                  | -                  | -           | -           | -           | 7      | 0      |
| 2011-2012                | Scunthorpe Utd           | FL1                      | 1          | 0          | FACup           | 0               | 0               | -                  | -                  | -                  | -           | -           | -           | 1      | 0      |
| 2012-2013                | Scunthorpe Utd           | FL1                      | 8          | 0          | FACup+CdL       | 0               | 0               | -                  | -                  | -                  | -           | -           | -           | 8      | 0      |
| ott. 2012                | Ebbsfleet Utd            | NL                       | 10         | 5          | -               | -               | -               | -                  | -                  | -                  | -           | -           | -           | 10     | 5      |
| 2013-2014                | Scunthorpe Utd           | FL2                      | 4          | 0          | CdL             | 1               | 0               | -                  | -                  | -                  | -           | -           | -           | 5      | 0      |
| Totale Scunthorpe United | Totale Scunthorpe United | Totale Scunthorpe United | 18         | 0          |                 | 3               | 0               |                    | -                  | -                  |             | -           | -           | 21     | 0      |
| ott.-dic. 2013           | Dartford                 | NL                       | 9          | 5          | -               | -               | -               | -                  | -                  | -                  | -           | -           | -           | 9      | 5      |
| feb.-mag. 2014           | Tamworth                 | NL                       | 10         | 5          | -               | -               | -               | -                  | -                  | -                  | -           | -           | -           | 10     | 5      |
| 2014-2015                | Ebbsfleet Utd            | FCS                      | 32         | 9          | FACup           | 2               | 3               | -                  | -                  | -                  | -           | -           | -           | 34     | 12     |
| 2015-2016                | Ebbsfleet Utd            | FCS                      | 38         | 26         | FACup           | 2               | 1               | -                  | -                  | -                  | -           | -           | -           | 40     | 27     |
| Totale Ebbsfleet United  | Totale Ebbsfleet United  | Totale Ebbsfleet United  | 80         | 40         |                 | 4               | 4               |                    | -                  | -                  |             | -           | -           | 84     | 44     |
| 2016-2017                | Stevenage                | FL2                      | 38         | 20         | FACup+CdL       | 1+2             | 0               | -                  | -                  | -                  | -           | -           | -           | 41     | 20     |
| 2017-2018                | Stevenage                | FL2                      | 39         | 10         | FACup+CdL       | 4+1             | 4               | -                  | -                  | -                  | -           | -           | -           | 44     | 14     |
| Totale Stevenage         | Totale Stevenage         | Totale Stevenage         | 77         | 30         |                 | 8               | 4               |                    | -                  | -                  |             | -           | -           | 85     | 34     |
| 2018-2019                | Peterborough Utd         | FL1                      | 38         | 14         | FACup+CdL       | 4+1             | 2               | -                  | -                  | -                  | -           | -           | -           | 43     | 16     |
| 2019-2020                | Coventry City            | FL1                      | 26         | 14         | FACup+CdL       | 4+2             | 0+1             | -                  | -                  | -                  | -           | -           | -           | 32     | 15     |
| 2020-2021                | Coventry City            | FLC                      | 23         | 6          | CdL             | 1               | 0               | -                  | -                  | -                  | -           | -           | -           | 24     | 6      |
| 2021-2022                | Coventry City            | FLC                      | 24         | 12         | FACup           | 1               | 0               | -                  | -                  | -                  | -           | -           | -           | 25     | 12     |
| 2022-2023                | Coventry City            | FLC                      | 30+3       | 8          | CdL             | 0               | 0               | -                  | -                  | -                  | -           | -           | -           | 33     | 8      |
| 2023-2024                | Coventry City            | FLC                      | 35         | 6          | FACup+CdL       | 5+1             | 2+1             | -                  | -                  | -                  | -           | -           | -           | 41     | 9      |
| Totale Coventry City     | Totale Coventry City     | Totale Coventry City     | 138+3      | 52         |                 | 14              | 4               |                    | -                  | -                  |             | -           | -           | 155    | 50     |
| 2024-2025                | Charlton                 | FL1                      | 41+3       | 18+1       | FACup+CdL       | 3+2             | 2+1             | -                  | -                  | -                  | -           | -           | -           | 49     | 22     |
| Totale Carriera          | Totale Carriera          | Totale Carriera          | 417        | 159        |                 | 39              | 17              |                    | -                  | -                  |             | -           | -           | 456    | 176    |

## Palmarès

### Club

#### Competizioni nazionali
- Football League One: 1

Coventry City: 2019-2020